# Escola de Brighton
L'Escola de Brighton va ser un grup de cineastes i fotògrafs anglesos que van assentar les bases pel llenguatge cinematogràfic a la ciutat de Brighton.

## Precursors
Aquest moviment té dos grans precursors: William Friese-Greene, qui patentà un aparell "destinat a prendre fotografies en sèries ràpides" i Robert W.Paul qui va construir l’any 1894 una imitaciò del Quinetoscopi d'Edison, aprofitant que no estava patentat a Anglaterra. L’any següent, construeix una càmera portàtil amb la qual podia produir les seves pròpies pel·lícules, algunes d'aquestes càmeres van ser enviades a George Méliès.

## Estils
L'Escola de Brighton va destacar per descartar la construcció de pel·lícules a l'estil de Lumière o Méliès, ja que aquests deixaven fixa la càmera i començaven a actuar.
Contràriament a aquests mètodes, l'Escola de Brighton es caracteritza per la seva fluïdesa de càmera des de diferents angles, l’aportació de punts de vista diferents d’allò que estan filmant (segons l’angle emprès), etc. Aquestes novetats donaven una expressivitat al cinema que no havia tingut fins aquell moment; els actors es mouen amb total llibertat mentre la càmera els segueix.

## Realitzadors
Un dels realitzadors més importants de l’Escola de Brighton va ser James A.Williamson, pioner del cinema anglès, qui va començar impressionant escenes documentals a l’aire lliure. Per exemple; la competició de regates de Henley l’any 1899, on la càmera no es trobava estàtica, sinó que anava saltant des d’un punt de vista a un altre; intercalant entre els espectadors, la competició i l’arribada a la meta.

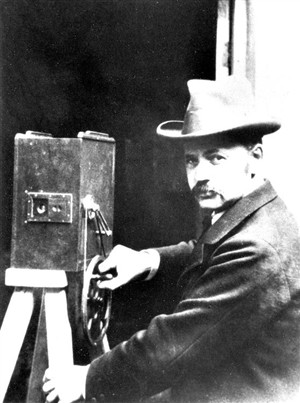
James A. Williamson

Un dels films més important d'aquest director va ser una reconstrucció d'un incident que havia passat d'urant la rebel·lió dels bòxers. Es va anomenar Attack on a chinese mission station (1900). Aquesta es va dividir en 4 escenaris: primer les víctimes, els atacants, les tropes de salvament i la fugida dels atacants. Aquesta alternança dramàtica d’escenaris va ser un gran progrés narratiu cinematogràfic que no s'havia vist abans.
Un altre integrant rellevant, va ser George Albert Smith. La seva importància es va veure lligada a l’ús de trucatges i del primer pla. També va ser l’inventor del primer sistema cromàtic, el Kinemacolor (1902).
El tercer realitzador destacable de l'Escola de Brighton va ser Alfred Collins, qui es va especialitzar en les persecucions còmiques; alternant els punts de vista amb plans i contraplans, utilitzant el tràveling,oferint els primers tocs de planificació ben pensada i també tocant temes socials.
Aquests realitzadors, la majoria provinents del món de la fotografia, van permetre la invenció d’una nova sintaxis que va allunyar progressivament el cinema de les representacions teatrals. D’aquesta manera es va anar construint a poc a poc un llenguatge cinematogràfic; el pas del mode de representació primitiu (MRP) al mode de representació institucional (MRI). Aquest acabarà culminant amb la realització de D.W.Griffith de El naixement d’una nació (1916).

## Aportacions[4]
- Primer Pla

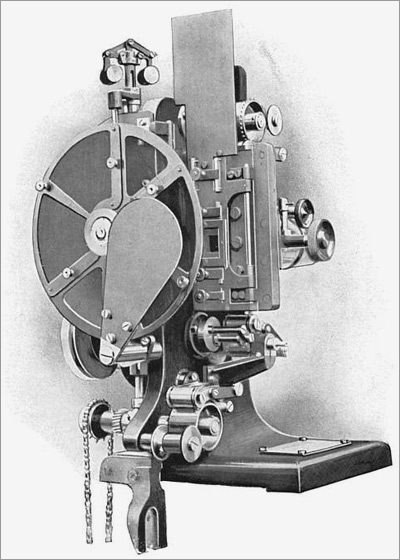
Kinemacolor

- Muntatge com a element narratiu (fragmentació d'una escena en diferents plans).
- Sobre impressió
- Muntatge paral·lel
- Invenció del Kinemakolor, primer sistema de cine cromàtic.
- Moviments de càmera que captura els diferents punts de vista.
- Tràvellings
- Pla - contraplà
- Persecucions i arguments realistes
- Escenaris realistes
- El Chroma Key